# Hurd (musique)
Pour les articles homonymes, voir Hurd.

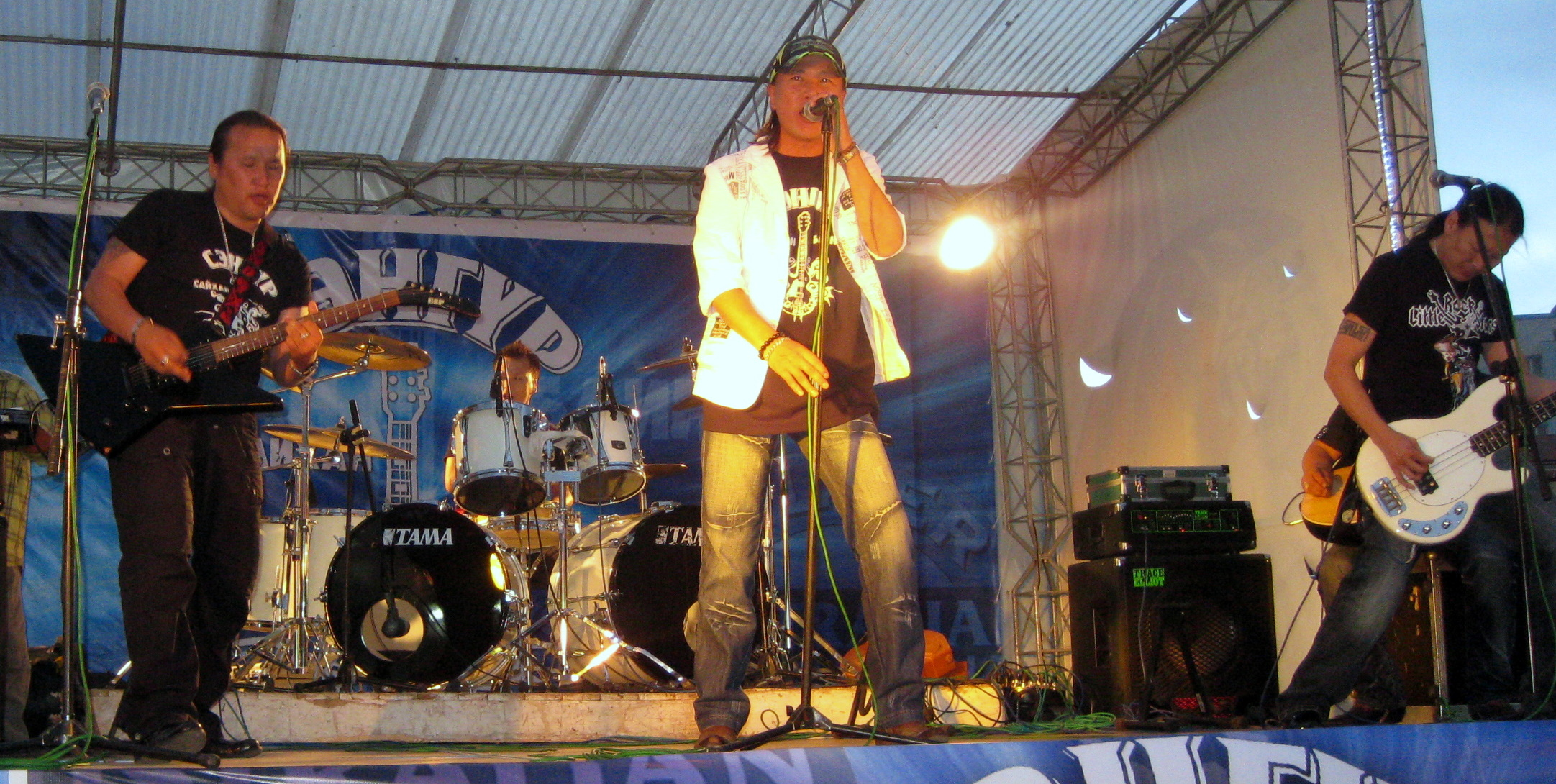
Hurd en concert en 2009

Hurd (mongol cyrillique : Хурд, littéralement, « vitesse »), créé tout d'abord sous le nom Skorost (du russe Скорость, ˈskorəsʲtʲ, signifiant également vitesse), est un  groupe de pop metal mongol de Mongolie créé en 1987, reprenant notamment des classiques de la musique pop et folklorique mongole.

## Discographie
- 1997 : The Best Collection 1
- 1997 : The Best Collection 2
- 1998 : Unplugged
- 1999 : Ödör Shönö (Өдөр шөнө)
- 1999 : Ekh oron single (Эх орон single)
- 1999 : bayangol single (Баянгол single)
- 2001 : myangan jild gants (Мянган жилд ганц
- 2001 : The Best Collection III
- 2004 : Mongold Törsön (Монголд төрсөн)
- 2005 : Züirlekh Argagüi (Зүйрлэх аргагүй)
- 2009 : Khairyn Salkhi (Хайрын салхи)
- 2013 : Black Box - 20th Anniversary Limited Edition
- 2013 : BlackBox Set LIMITED EDITION  Vol: 1-12  /1997-2013 All Albums, Бүх цомгуудын багц/ /Цөөн тоогоор хэвлэгдсэн/
- 2013 : Narlag divaajin /tun udakhgui/ (Нарлаг диваажин /тун удахгүй/)
- 2015 : Narlag divaajin /tun udakhgui (Нарлаг диваажин /тун удахгүй/)

## Vidéographie
- Unplugged II (2006 promo)
- Талархалын концерт (2009)
- Unplugged II (2009)
- Чи минь байгаа болохоор /Oтгонбаяр/ (2013)